# Czarne Małe (przystanek kolejowy)
Czarne Małe – przystanek kolejowy w Czarnych Małych, w Polsce, w województwie zachodniopomorskim, w powiecie drawskim, w gminie Czaplinek.

## Ruch pasażerski
| Rok  | Wymiana pasażerska na dobę |
| ---- | -------------------------- |
| 2017 | 0-9                        |
| 2022 | 0-9                        |